# 72e régiment de chars lourds de la Garde
Pour les articles homonymes, voir 72e régiment, 81e régiment, 262e régiment et 343e régiment.
Le 72e régiment de chars lourds de la Garde (russe : 72-й гвардейский тяжелый танковый полк) est une unité militaire de l'Armée rouge pendant la Seconde Guerre mondiale.

## Historique
Le régiment est créé en décembre 1942 comme régiment de chars lourds de percée, à partir du 475e bataillon de chars de la 60e armée (15 chars KV). D'abord sans numéro, il est numéroté 262e régiment de chars lourds de percée le 16 février 1943. Directement subordonné au front de Voronej, le régiment participe en janvier 1943 à l'offensive d'Ostrogojsk-Rossoch puis en février à l'opération Étoile en direction de Kharkov (soutien des attaques du 18e corps de fusiliers les 14 et 15 février depuis la tête de pont de Chtchoutchié (ru)).
En avril 1943, le 262e régiment passe sous le commandement de la 7e armée de la Garde. Au sein de cette armée, le régiment participe à la bataille de Koursk en juillet-août, avec un effectif de 21 chars KV-1 au début de la bataille, déployés en soutien de la 81e division de fusiliers de la Garde. Le régiment quitte l'armée active et passe en réserve de la Stavka le 30 novembre 1943.
Le 13 février 1944, le régiment devient une unité de la Garde et prend le nom de 72e régiment de chars lourds de la Garde. Il est rééquipé de chars lourds JS-2 et revient dans les opérations actives au sein du 1er front ukrainien. Du 20 avril au 10 mai, le régiment est la seconde unité de JS-2 engagée au combat. En dix jours de combat près d'Obertyn avec la 1re armée de chars de la Garde, les Soviétiques revendiquent la destruction de 41 chars Tigre I et Ferdinand pour la perte de 8 chars JS-2,.
Le régiment passe ensuite à la 18e armée, dont il soutient la défense au sud-est de Stanislav. Fin mai, le régiment est rattaché à la 4e armée de chars. Son parcours suit ensuite celui du 10e corps de chars de la Garde auquel il est rattaché jusqu'à la fin de la guerre. Il reçoit le titre honorifique Львовский (Lvovski) après la libération de Lvov en août 1944.
Le régiment est décoré de l'ordre du Drapeau rouge le 19 février 1945 en récompense de la libération de Piotrków. Le 26 avril, le régiment reçoit l'ordre de Bogdan Khmelnitski, 2e classe, pour les combats menés au sud-est d'Oppeln et l'ordre de Koutouzov, 3e classe, le 26 avril, pour la prise de Ratibor et Biskau. Le 4 juin, le régiment reçoit l'ordre de Souvorov, 3e classe, pour la libération de Prague et l'ordre d'Alexandre Nevski pour son action au sud-est de la bataille de Berlin.
Le 7 juillet 1945, le régiment est renommé 81e régiment de chars et d'automoteurs lourds de la 10e division de chars (division formée à partir du 10e corps). D'octobre 1946 à mars 1950, le régiment est réduit à la taille d'un bataillon (la 10e division prenant alors le nom de 10e régiment de chars de la Garde). En juin 1957, le régiment est renommé 343e régiment de chars lourds de la Garde, stationné à Potsdam. En 1962, le régiment est dissous pour recréer le 63e régiment de chars de la Garde de la 10e division.
L'unité est recréée en 1975 quand le 330e régiment de chars de la 14e division de fusiliers motorisés (en), stationné à Jüterbog, reprend l'héritage du régiment. Rapatriées à Krivoï Rog en mai 1989, la division et ses unités sont dissoutes le mois suivant.